# Bulgarocerberus phreaticus
Bulgarocerberus phreaticus is een pissebed uit de familie Microcerberidae. De wetenschappelijke naam van de soort is voor het eerst geldig gepubliceerd in 1963 door Cvetkov.